# Liranga
Liranga est une ville de la république du Congo, chef-lieu du district portant ce même nom, située à hauteur de la confluence de la rivière Oubangui dans le fleuve Congo, dans le département de la Likouala.
L’Oubangui puis le fleuve Congo formant frontière avec la république démocratique du Congo, Liranga est une ville-frontière sur la rive droite du Congo. 

## Généralités
L’existence de cette localité est attestée depuis le début de la colonisation française. En 1899, les missionnaires français Prosper Philippe Augouard et Victor Paris, de la congrégation du Saint-Esprit, y fondent la paroisse de Saint-Louis.
En 2011, le district de Liranga avait une population de 11 287 habitants, dont 5 668 hommes et 5 619 femmes.